# Juan Bautista Araujo
Juan Bautista Araujo (Niquitao, Venezuela, 24 de junio de 1833-Jajó, Venezuela, 11 de febrero de 1898) fue un militar venezolano, simpatizante de la oligarquía conservadora. Se le conocía como El León de la Cordillera.

## Biografía
Fue hijo de Mercedes de Araujo. Desde joven se dedicó a la carrera militar, se inició sirviendo al general José Escolástico Andrade durante las batallas en contra de la Federación. Posteriormente, participa en la Revolución Azul, y al asumir la presidencia Antonio Guzmán Blanco, mantiene un importante foco de resistencia en el occidente del país. Al ser derrotado por Venancio Pulgar, Araujo huye hacia Colombia.
En 1875, después del terremoto ocurrido en Cúcuta, y gracias a las acciones tomadas por Araujo durante el mismo, el gobierno de Colombia lo nombra como general activo de su ejército. Después de la Revolución Reivindicadora, Antonio Guzmán Blanco busca aliarse con Araujo, para ello lo nombra como jefe militar del distrito La Cordillera. En 1879, Araujo ocupa la presidencia del estado Trujillo y al año siguiente se le nombra como general en jefe de los ejércitos de Venezuela.
Entre los años de 1882 y 1883, fue presidente del Gran Estado de los Andes. En 1892, apoya la Revolución Legalista encabezada por Joaquín Crespo. En 1897, se postula a la presidencia de Estado los Andes, pero pierde ante el general Espíritu Santo Morales.